# Engrais
 (août 2022).

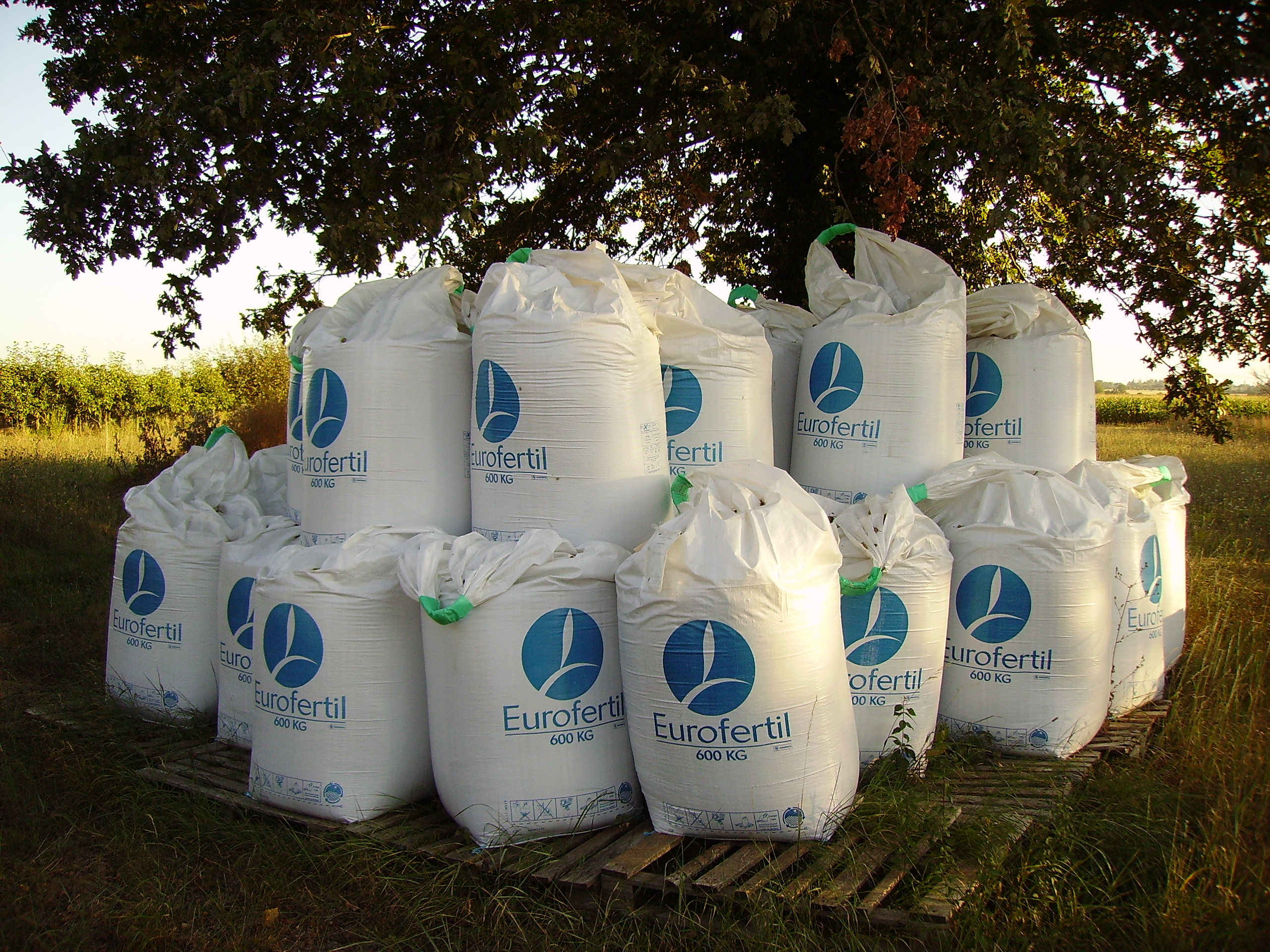
Engrais chimiques composés conditionnés en gros sacs de 600 kg (TIMAC Agro, filiale du groupe Roullier). Bourgogne-Franche-Comté, France.

Les engrais sont des substances utilisées seules ou en mélanges, et destinées à apporter aux plantes des compléments d'éléments nutritifs, pour en améliorer la croissance et le rendement.

Il existe trois types d'engrais :
1. les engrais organiques (d’origine animale, origine végétale ou synthétisés) ;
2. les engrais minéraux (leurs éléments nutritifs déclarés sont des sels minéraux, obtenus par extraction et/ou par des procédés industriels, physiques et/ou chimiques) ;
3. les engrais organo-minéraux (leurs éléments nutritifs déclarés sont d'origine à la fois organique et minérale, obtenus par mélange et/ou combinaison chimique d'engrais ou produits organiques et minéraux).

L'apport d'engrais est l'une des modalités de fertilisation (avec les amendements, des produits fertilisants). Les engrais font partie des « consommables » de l'agrofourniture. La fertilisation se pratique en agriculture, horticulture, sylviculture et lors des activités de jardinage. Certains fertilisants contiennent des adjuvants pour matières fertilisantes est un produit qui modifie les qualités physiques, chimiques ou biologiques d'une matière fertilisante, à laquelle il est ajouté en mélange extemporané. Son rôle 
est d’augmenter l'efficacité de la matière active Les engrais sont utilisés depuis l'Antiquité, où l'on ajoutait au sol, de façon empirique, les phosphates des os, calcinés ou non, l'azote des fumures animales et humaines, le potassium des cendres.
En France, un engrais est un « produit dont une des teneurs en éléments majeurs dépasse 3 % ».

## Historique

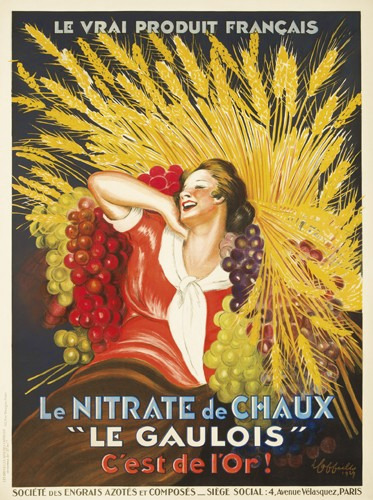
Nitrate de chaux Le Gaulois, 1927.

Les Égyptiens, durant des milliers d'années, ont utilisé les limons apportés par les crues du Nil pour enrichir et entretenir les sols. Divers amendements ont été utilisés dans le monde, des poissons enterrés sous le maïs en Amérique du Nord, les excréments humains et animaux. En Grèce antique, les engrais animaux et minéraux sont connus, ainsi que du fumier, et des engrais verts, les plus souvent utilisés.
La poudrette est au XIXe siècle un engrais préparé à partir de matière fécale humaine. Elle est préparée à partir des vidanges des fosses d'aisances des grandes villes dans des usines spécialisées qui étaient aménagées en périphérie.
Début XIXe siècle, Justus von Liebig affirme dans sa Chimie organique appliquée à la physiologie végétale et à l’agriculture que les plantes contiennent des sels minéraux, et qu'elles ont extrait des substances minérales du sol. Il conclut à la nécessité de restituer à la terre les sels dont elle a été privée progressivement par l'absorption végétale. Très lentement, ces idées sont diffusées à la campagne.
On commence à fabriquer des engrais azotés et potassiques à Valenciennes en 1838. L'usage des phosphates ne se généralise en France qu'après 1870 (« trous à phosphates » de la phosphatière du Cloup d'Aural, découverts par Jean-André Poumarède et mis en exploitation dans les années 1870, travaux de Jean-Baptiste Dumas et de Georges Ville). En 1871, la société Saint-Gobain monte deux usines de fabrication des superphosphates : à Chauny et à Montluçon. En 1876, le Chili et le Pérou sont en guerre pour la conquête du seul gisement d'engrais nitrates connus (Guerre hispano-sud-américaine ou « la guerre du Guano » et guerre du Pacifique. Jusqu'en 1914, on se contentera de rechercher et d'exploiter les sources minérales d'engrais. Les gisements de phosphates d'Algérie sont mis en exploitation en 1893, ceux de Tunisie en 1899, ceux du Maroc seront découverts en 1917. On utilise concurremment les scories de déphosphorisation (Scories Thomas). Dans le domaine de l'azote, on utilise simultanément les nitrates du Chili et les engrais ammoniacaux provenant de la récupération des eaux usées ou de la purification des gaz de cokeries (Sulfate d'ammonium). À partir de 1900, le procédé Birkeland-Eyde permet de fabriquer des nitrates de calcium, et l'on commence à utiliser la cyanamide calcique.
La Première Guerre mondiale détermine un bouleversement complet du marché des engrais azotés. L'Allemagne, isolée des producteurs de nitrates, donne une portée industrielle au procédé Haber permettant de fabriquer de l'ammoniaque à partir de l'azote de l'air. Il est employé à la fabrication d'explosifs comme le trinitrotoluène. Après la guerre, des cartels ont rassemblé producteurs d'azote synthétique et producteurs de nitrates pour résoudre la violente crise de concurrence ouverte entre les marchés de nitrates naturels et ceux d'azote industriel. La soude, primitivement extraite des eaux-mères des marais salants par le procédé Balard, est fournie depuis 1890 par les salines, en France, les salines de Lorraine. La France est enfin particulièrement avantagée par la possession de mines de potasse d'Alsace.
Au début du XXe siècle, le commerce et l'industrie des engrais se constituent en très grosses sociétés liées entre elles par des accords internationaux contingentant la production pour limiter l'effet des crises par la suppression de la concurrence : entente mondiale de l'azote, cartel des phosphates. Par l'intermédiaire du commerce des engrais, l'influence de l'économie moderne s'exerce sur la vie et le rythme des prix à la campagne.
En 2007, la consommation mondiale d'engrais représentait près de 5 800 kg/s soit 179 milliards de kilogrammes, dont 61,6 % d'azote, 23,1 % de phosphates et 15,3 % de potasses.

## Rôle
Pour accomplir le processus de leur vie végétative, les plantes ont besoin d'eau, de près de vingt éléments nutritifs qu'elles trouvent sous forme minérale dans le sol, de dioxyde de carbone (CO2) apporté par l'air, et d'énergie solaire nécessaire à la synthèse chlorophyllienne.
Puis, avec l'avènement de l'industrie chimique, charbonnière et pétrolière au XIXe siècle, sont apparues des formes chimiques de plus en plus « pures » des éléments de base (NPK). Ces engrais chimiques, en dépit de leurs effets immédiats sur la croissance, n'ont pas toujours été facilement acceptés : par exemple, en 1858, dans le nord de la France, la presse locale rapportait qu'à l’approche des semailles « les agriculteurs sont harcelés par des marchands d’engrais qui prétendent que leurs concentrés chimiques sont plus efficaces que le fumier. La Société impériale d’agriculture, qui a effectué des essais, met en garde contre ces engrais concentrés, qui ne sauraient selon elle remplacer le fumier ».
Les engrais doivent apporter, en justes proportions :
- des éléments de base, aussi appelés macronutriments, azote (N), phosphore (P), potassium (K) ; on parle des :
  - engrais ternaires de type NPK si les trois sont associés,
  - engrais binaires NP, NK ou PK,
  - engrais simples s'ils sont constitués d'un seul de ces éléments N ou P ou K ;
- des éléments secondaires, calcium (Ca), soufre (S), magnésium (Mg) ;
- des oligo-éléments, tels que le fer (Fe), le manganèse (Mn), le molybdène (Mo), le cuivre (Cu), le bore (B), le zinc (Zn), le chlore (Cl), le sodium (Na), le cobalt (Co), le vanadium (V) et le silicium (Si).

Ces éléments secondaires se trouvent habituellement en quantité suffisante dans le sol, et ne devraient être ajoutés qu'en cas de carence, la plupart devenant toxiques, à faible dose, au-delà d'un seuil variant selon les éléments, certaines synergies entre éléments, et selon le pH du sol.
Les plantes ont besoin de quantités relativement importantes des éléments de base, les macroéléments. L'azote, le phosphore et le potassium sont donc les éléments qu'il faut ajouter le plus souvent aux sols pauvres ou épuisés par l'agriculture intensive. Ces ressources sont consommées par les plantes et ne se reconstituent pas entièrement par la jachère.
- L’azote (N) contribue au développement végétatif de toutes les parties aériennes de la plante. Il est profitable à la plantation, au printemps, lors de la pousse de la végétation, et aux légumes feuillus, à condition de le distribuer sans excès car cela se ferait au détriment du développement des fleurs, des fruits ou des bulbes, l'azote permet à la plante de fabriquer en quantité et en vitesse accrue les acides nucléiques, aminées ainsi que la synthèse des protéines et de la chlorophylle pour permettre à la plante une croissance plus rapide[réf. nécessaire]. On trouve de l'azote dans le sang séché, dans les tontes de gazon ou dans le purin d'orties. Sous forme chimique (ion NO3- dit « nitrate »), il est particulièrement soluble dans l'eau et utilisé en excès il est à l'origine de la pollution azotée.
- Le phosphore (P) renforce la résistance des plantes et contribue au développement des racines. Le phosphore est extrait principalement des roches phosphatées, on le trouve également dans la poudre d'os ou dans les fientes. Utilisé en excès, il est un facteur d'eutrophisation de l'eau. Les engrais phosphatés chimiques contiennent une multitude d'éléments minéraux secondaires et d'oligo-éléments dont de petites quantités d'uranium (radionucléide) et de cadmium (métal lourd).
- Le potassium (K) contribue à favoriser la floraison et le développement des fruits. Le potassium se trouve dans la cendre de bois, qui peut par ailleurs contenir des métaux lourds, ou des radionucléides dans certaines régions.

La chaux calcique est un amendement agricole et une source de calcium. La chaux dolomitique fournit du calcium et du magnésium. Le soufre est généralement présent en quantité suffisante dans le sol.

## Types
Les engrais peuvent être de trois types : organiques, minéraux et organo-minéraux.

### Engrais organiques
Les engrais organiques sont généralement d'origine animale ou végétale. Ils peuvent aussi être synthétisés, comme l'urée.
Les premiers sont typiquement des déchets industriels, tels que des déchets d'abattoirs : sang desséché, corne torréfiée, déchets de poissons, boues d'épuration des eaux. Ils sont intéressants pour leur apport en azote à décomposition relativement lente, et pour leur action favorisant la multiplication rapide de la microflore du sol, mais n'enrichissent guère le sol en humus stable.
Les seconds peuvent être des déchets végétaux : résidus verts, compostés ou pas, et ils peuvent être constitués aussi de plantes cultivées spécialement comme engrais vert, ou préparées dans ce but, comme le purin d'ortie, ou les algues. Ce sont aussi des sous-produits de l'élevage, tels que les fumiers, composés pour la plupart de litière végétale et de déjections ; celles-ci ne sont pas des matières animales, mais des végétaux plus ou moins digérés : lisier, fientes, etc.
Le principe de l'engrais vert reprend la pratique ancestrale qui consiste à enfouir les mauvaises herbes. Elle s'appuie sur une culture intermédiaire piège à nitrates, enfouie sur place. Quand il s'agit de légumineuses, telles que la luzerne ou le trèfle, on obtient, en plus, un enrichissement du sol en azote assimilable, car leur système radiculaire associe des bactéries, du genre Rhizobium, capables de fixer l'azote atmosphérique. Pour rendre cette technique plus efficace, on sème les graines avec la bactérie préalablement associée.
| Engrais           | N  | P  | K   |
| ----------------- | -- | -- | --- |
| Fumier de bœuf    | 6  | 1  | 7   |
| Fumier de vache   | 4  | 1  | 4   |
| Fumier de cheval  | 6  | 1  | 5   |
| Fumier de porc    | 4  | 1  | 5   |
| Fumier de poule   | 23 | 10 | 17  |
| Fumier de mouton  | 8  | 1  | 7   |
| Fumier de lapin   | 24 | 5  | 0,5 |
| Fumier de guano   | 10 | 13 | 2   |
| Plumes            | 80 | 0  | 0   |
| Cendres de bois   | 0  | 1  | 10  |
| Sang desséché     | 12 | 1  | 1   |
| Os                | 4  | 20 | 0   |
| Corne             | 12 | 1  | 0   |
| Farine de poisson | 9  | 12 | 4   |
| Déchets de peaux  | 10 | 0  | 0   |
| Urée              | 46 | 0  | 0   |
| Tourteau de ricin | 6  | 0  | 0   |

### Engrais minéraux
Les engrais minéraux sont des substances d'origine minérale, produites par l'industrie chimique, ou par l'exploitation de gisements naturels de phosphate et de potasse.
L'industrie chimique intervient surtout dans la production des engrais azotés nécessitant de l'ammoniac (NH3). L'ammoniac est synthétisé suivant le procédé Haber à partir du diazote de l'air, de dihydrogène, et d'un apport important d'énergie. L'hydrogène est généralement obtenu par vaporeformage du méthane, mais l'industrie entame sa transition vers l'utilisation d'hydrogène « vert » décarboné issue de l'électrolyse. De l'ammoniac sont dérivés l'urée et le nitrate. Elle intervient également dans la fabrication des « engrais complexes », qui sont constitués de sels résultant de la réaction d'une base avec un acide. Les « engrais composés » peuvent être de simples mélanges, parfois réalisés par les distributeurs, coopératives ou négociants ; on appelle cette démarche technique « bulk blending ».
On distingue les engrais simples, ne contenant qu'un seul élément nutritif, et les engrais composés, qui peuvent en contenir deux ou trois. L'appellation des engrais minéraux est normalisée, par la référence à leurs trois composants principaux : NPK (cf. Liste d'engrais). Les engrais simples peuvent être azotés, phosphatés ou potassiques. Les engrais binaires sont notés NP, PK ou NK, les ternaires NPK. Ces lettres sont généralement suivies de chiffres, représentant la proportion respective de ces éléments. Les engrais minéraux produits industriellement contiennent une quantité minimale garantie d'éléments nutritifs, indiquée sur le sac.
Par exemple, la formule 5-10-5 indique la proportion d'azote (N), de phosphore (P) et de potassium (K) présente dans l'engrais, soit 5 % de N, 10 % de P2O5 et 5 % de K2O.
L'apport azoté est exprimé en azote (N), mais est apporté sous forme de nitrate NO3−, d'ammonium NH4+ ou d'urée CO(NH2)2. Les contraintes d'entreposage de la forme nitrate incitent les distributeurs d'engrais à se tourner vers des formes ammoniacales uréiques.
Le phosphore est exprimé sous la forme P2O5, mais est apporté sous forme de phosphate de calcium ou d'ammonium.
Le potassium est exprimé sous la forme K2O, mais est apporté par du chlorure, du nitrate et du sulfate de potassium.

### Engrais organo-minéraux
Les engrais organo-minéraux résultent du mélange d'engrais minéraux et d'engrais organiques. Les matières organiques azotées représentent généralement 25 à 50 % des produits finis. Les autres constituants du fertilisant, sels simples et minéraux, apportant N P K sous des formes appropriées, sont dilués dans les matières organiques.
Noter que la matière organique présente dans certains engrais liquides n'est plus stable une fois celui-ci dilué : elle entre en décomposition sous l'effet des bactéries et la prolifération de celles-ci bouche les canalisations et orifices de sortie. Il n'y a que les engrais minéraux (en incluant les chélates pour les oligo-éléments) qui peuvent être utilisés dans ce cas et autres systèmes apparentés.

## Stockage des engrais liquides

### Réservoirs souples au sol
Ces réservoirs sont constitués d’une trame en fibre polyester ou tissu synthétique recouvert sur les deux faces par des composants PVC ; ce type de stockage est peu onéreux à l’installation.
La cuve souple doit être munie d'un dispositif d'étanchéité sous-jacent constituant un bassin de rétention. La pose d'une membrane (film plastique non biodégradable) étanche est la solution garantissant la rétention du liquide en cas de rupture de la cuve.
Conseils : le terrain doit être préalablement aplani et dégagé de toutes aspérités. Prévoir sous la citerne à l’aplomb de l’évent, un dôme de sable pour éviter, lors du remplissage, un débordement au niveau de l’évent.

### Cuves aériennes à simple paroi en métal, en plastique ou en polyester
Les cuves métalliques — horizontales — en acier inoxydable résistent à la corrosion ; en acier ordinaire, la face interne de la cuve doit être recouverte d’un revêtement protecteur (peinture époxy). Il est recommandé d’acheter des produits additionnés d’un inhibiteur de corrosion.
Les cuves en plastique armé ou en polyester — verticales — faites de résines synthétiques fortifiées de fibres de verre textiles, résistent aux agressions chimiques mais elles sont plus fragiles à une utilisation régulière et aux conditions atmosphériques.
Remarque : les cuves en polyéthylène sont déconseillées car elles présentent une faible résistance à la traction, supportent mal les variations de température et vieillissent prématurément.

### Cuves aériennes à double paroi
Les stockages aériens à double paroi peuvent se faire sans système de rétention, si les vannes entrée/sortie sont installées au point haut de la cuve, et s’il existe un dispositif de détection de fuites sonore et visuel. La cuve intérieure doit être recouverte d’un revêtement protecteur (peinture époxy).

## Composition
Le trio « NPK » constitue la base de la plupart des engrais vendus de nos jours. L'azote est le plus important d'entre eux, et le plus controversé à cause du phénomène de lixiviation, lié à la forte solubilité des nitrates dans l'eau. Au XXIe siècle, 1 % de l'énergie consommée par les humains sert à produire de l'ammoniac, produit qui fournit la moitié de l'azote nécessaire à la fabrication des engrais utilisés en agriculture.
Voici une liste de quelques exemples d'engrais simples qui ne fournissent que l'un des éléments du trio NPK, mais peuvent aussi contenir d'autres types d'éléments ayant une action sur les plantes ou les sols (chaux, magnésium, soufre, etc.) :
- azote (N) : l'urée (46 % d'azote), le sulfate d'ammoniaque (SA, 21 % d'azote, et 24 % de soufre), l'ammonitrate (AN, 33,5 % d'azote) et le nitrate de chaux (CAN/NAC, jusqu'à 27 % d'azote, et 26 à 28 % de chaux) ;
- phosphore (P2O5) : le superphosphate simple (SSP, 18 % de phosphore, et 12 % de soufre) ou le superphosphate triple (TSP, 46 % de phosphore) ;
- potasse (K2O) : le chlorure de potassium (60 % de potassium), le sulfate de potassium (SOP, 50 % de K2O, et 18 % de soufre).

Quelques exemples d'engrais composés :
- le phosphate diammonique contient à la fois N et P. Les formules les plus courantes sont le 18-46-0 et le 20-20-0 ;
- le nitrate de potassium contient à la fois N et K.

## Application
Généralement, les engrais sont incorporés au sol, mais ils peuvent aussi être apportés par l'eau d'irrigation. Cette dernière technique est employée aussi bien pour les cultures en sol, traditionnelles, que hors sol, sur un substrat plus ou moins inerte, tel que terreau, tourbe, laine de roche, perlite, vermiculite. Une autre technique particulière, la culture hydroponique, permet de nourrir les plantes avec ou sans substrat. Les racines se développent dans une solution nutritive, eau plus engrais, qui circule à leur contact. La composition et la concentration de la solution nutritive doivent être constamment réajustées.
Dans certains cas, une partie de la fertilisation peut être réalisée par voie foliaire, par pulvérisation. En effet, les feuilles sont capables d'absorber des engrais, s'ils sont solubles, et si la surface de la feuille reste humide assez longtemps. Cette absorption reste toutefois limitée en quantité. Ce sont donc plutôt les oligo-éléments qui peuvent être ainsi apportés, compte tenu des faibles quantités nécessaires aux plantes.
Sur des sols acides, on peut procéder au chaulage pour augmenter le pH. Cette mesure augmente l'efficacité des engrais en favorisant l'assimilation par les plantes des éléments nutritifs présents dans le sol.
Les engrais doivent être utilisés avec précaution. Il est généralement suggéré :
- d'éviter les excès, car au-delà de certains seuils les apports supplémentaires, non seulement n'ont plus aucun intérêt économique, mais de plus, risquent d'être toxiques pour les plantes, particulièrement en oligo-éléments, et de nuire à l'environnement ;
- de maîtriser leurs effets sur l'acidité du sol ;
- de tenir compte des interactions possibles entre les éléments chimiques ;
- de tenir compte des limites imposées par les autres facteurs de production.

### Engrais de fond
Ce sont des engrais insolubles placé longtemps à l'avance à la base des tiges, leur action est lente et prolongée. En respect des sciences agronomiques, un engrais phosphaté insoluble devra être issu de roches tendres, broyées très fines, incorporées aux premiers centimètres d'un sol légèrement acide de préférence, ou encore seront totalement évités au profit d'apports réguliers d'engrais organiques générateurs d'humus ou bien utilisés en compléments de ceux-ci. L'expression « engrais de fond » ne signifie nullement que l'engrais doive être enfoui « au fond » du sol par un labour. C'est une pratique courante pour les engrais phosphopotassiques apportés à l'automne, mais elle n'est pas pour autant justifiée, surtout s'il s'agit d'un labour enfouissant à fond de raie la terre de surface. C'est au contraire dans la zone de surface, zone d'activité biologique intense, que doivent se trouver les engrais, surtout si, étant insolubles, ils doivent être attaqués par l'activité enzymatique des micro-organismes aérobies de la faune du sol et des jeunes racines.
Les nombreux magazines de jardinage conseillant d'enfouir profondément un engrais de fond minéral ou organique commettent une grave erreur agronomique, source de nombreuses déconvenues, poussant à des frais supplémentaires comme le rachat d'autres plants et de divers autres palliatifs non-désirables,. Il faut également prendre en considération qu'une plante malade est un foyer de contamination possible en pathogènes et produits de traitements indésirables pour tous les alentours.
Il ne faut pas enfouir profondément des matières organiques fraîches ou peu décomposées car elles ne pourront pas évoluer de manière normale. La matière organique se putréfie faute de dioxygène, ce qui entraîne la formation de composés délétères, nauséabonds, mobiles et toxiques pour les plantes et le sol (méthane, phosphine, ammoniac, certains acides organiques, éléments ioniques sous forme réduite, etc.). Un sol intoxiqué ne peut pas nourrir normalement la plante et devient conducteur d'organismes pathogènes, tels certains vers parasites (taupin, ver blanc, ver gris, etc.) s'attaquant aux racines des plantes cultivées. À l'inverse, en épandant un engrais de fond en surface ou dans les 5 premiers centimètres du sol, le tassement et ravinement sont moins probables et la vie du sol (pédofaune) est stimulée. Tous les sols étant par ailleurs riches de tous les éléments nécessaires au plantes, la stimulation de cette activité biologique, seule capable de mettre à disposition des plantes les réserves du sol, est garante de la bonne fertilisation des plantes dans la majorité des cas.
Au jardin, un engrais de fond peut être apporté à l'automne, après avoir légèrement travaillé le sol pour éliminer l'éventuelle croûte de battance. Cette fumure est constituée de matières organiques qui augmenteront le stock d'humus du sol. Il peut s'agir de matériaux plus ou moins décomposés qu'il faut apporter assez tôt pour qu'ils s'intègrent au sol avant les cultures, en particulier pour les plantes sensibles qui ne supportent pas d'apports juste avant la culture. Les produits non décomposés seront répandus régulièrement en surface où on les laissera plusieurs semaines, voire jusqu'à la fin de l'hiver. Lorsqu'ils seront décomposés, il suffira d'un griffage de surface pour les incorporer à la couche superficielle de terre. Des façons de printemps, même superficielles, sont à proscrire, notamment pour les cultures pérennes sur rang. Elles détruisent les racines de surface, or le printemps est la période où la plante a le plus besoin de ses radicelles surfaciques et mycorhizes associées pour soutenir sa croissance voire sa floraison, radicelles et mycorhizes capables et conçues pour prospecter dans la litière elle-même, si une litière (mulch) a été mise à disposition. Avec un arbre tel le bouleau, plus du quart de l'appareil racinaire peut se trouver dans la litière, les premiers centimètres du sol et la litière pouvant totaliser plus de la moitié de la masse des racines. De jeunes épicéas, les résineux étant les plantes parmi les plus mycorhizogènes, peuvent avoir plus 60 % de leur masse racinaire dans la litière.
Le meilleur produit brut est le fumier de ferme assaini. D'autres matières organiques non décomposées sont également souhaitables : bois raméal fragmenté (BRF), pailles, feuilles, épluchures, etc. Les produits trop acides : tourbe, écorces broyées, etc., sont à éviter sur les sols facilement acidifiés, tandis qu'ils sont profitables aux terres calcaires à l'excès. Le meilleur engrais de fond reste le compost, c'est-à-dire un produit mûr. Il est constitué de matières végétales et animales décomposées : fumiers, déchets de cuisine ou du jardin, tailles, tonte, etc. Un compost est bien mûr lorsqu'il forme une masse noirâtre, grumeleuse, dans laquelle on ne reconnaît pas les matériaux d'origine. Dans le commerce, les composts sont vendus comme « amendement organique ».
Le point de départ d'une fumure réaliste et applicable globalement est de connaître les réserves totales du sol en éléments fertilisants, notamment en phosphore et potassium, après analyse chimique du sol. Des carences déguisées, comme c'est le cas généralement, sont corrigeables par un engrais de fond organique tel un compost vert et culture d'engrais verts pour débloquer les éléments qui peuvent en réalité être présents en abondance dans le sol. Certains sols ont d'ailleurs été surfumés en engrais phosphatés, mais nécessitent toujours l'application d'engrais du fait que la rétrogradation du phosphore par les mycorhizes soit réprimé dans ces sols mal cultivés, qui ont ainsi des réserves totales en phosphore pour plusieurs siècles mais que les cultures sont rendues incapables d'utiliser. Une carence vraie, cas rare, nécessite de revoir les pratiques ayant conduit à l'épuisement du sol, et par suite d'apporter un engrais de fond organique enrichi en minéraux, en effet une fumure purement minérale serait encore plus mal venue sur un sol épuisé qui a surtout besoin d'un réamorçage de son activité biologique, ce que les engrais minéraux sont incapables de faire,.

## Dose
La dose d'engrais est la quantité d'engrais à apporter pour une certaine surface, ou à un certain nombre de plantes. Idéalement, la quantité apportée devrait être suffisante pour couvrir les besoins des plantes, de façon à garantir le rendement, la qualité, le taux de croissance, voire la beauté, souhaités, sans toutefois les excéder, de façon à limiter le coût de la fertilisation, ainsi que l'impact environnemental. Une dose trop élevée peut aussi endommager une culture. L'excès d'engrais peut se montrer en effet pire que son manque.
Selon les plantes et végétaux, l'apport devra être plus ou moins important et se présenter sous une forme optimale. L'utilisateur de fertilisants se fiera souvent à la notion de dose recommandée. La dose recommandée est la dose d'application suggérée par les instituts de recherche agricoles, publics ou privés, certaines associations ou ONG, ou par les entreprises de commercialisation. Elle va être exprimée en nombre de sacs à utiliser, avec indication des proportions NPK contenues dans un sac, ou directement en quantité de chaque élément à apporter par hectare, ou en quantité à apporter par plante.
Les doses recommandées varient en fonction de la culture, de la variété utilisée, du type de sol, du climat, etc.
Dans certaines zones d'Afrique, on utilise avec succès la technique de micro dosage d'engrais consistant à ne mettre que quelques grammes d'engrais dans le sol lors du semis.

## Effets sur l'environnement et la santé
L'utilisation des engrais entraîne deux types de conséquences qui peuvent comporter des risques sanitaires (atteinte à la santé de l'homme) ou des risques environnementaux (dégâts sur les écosystèmes).

### Risque sanitaire
Le risque sanitaire le plus connu est celui relatif à la consommation par le nourrisson d'eau riche en nitrate, résultant de la fertilisation azotée.

### Risques environnementaux

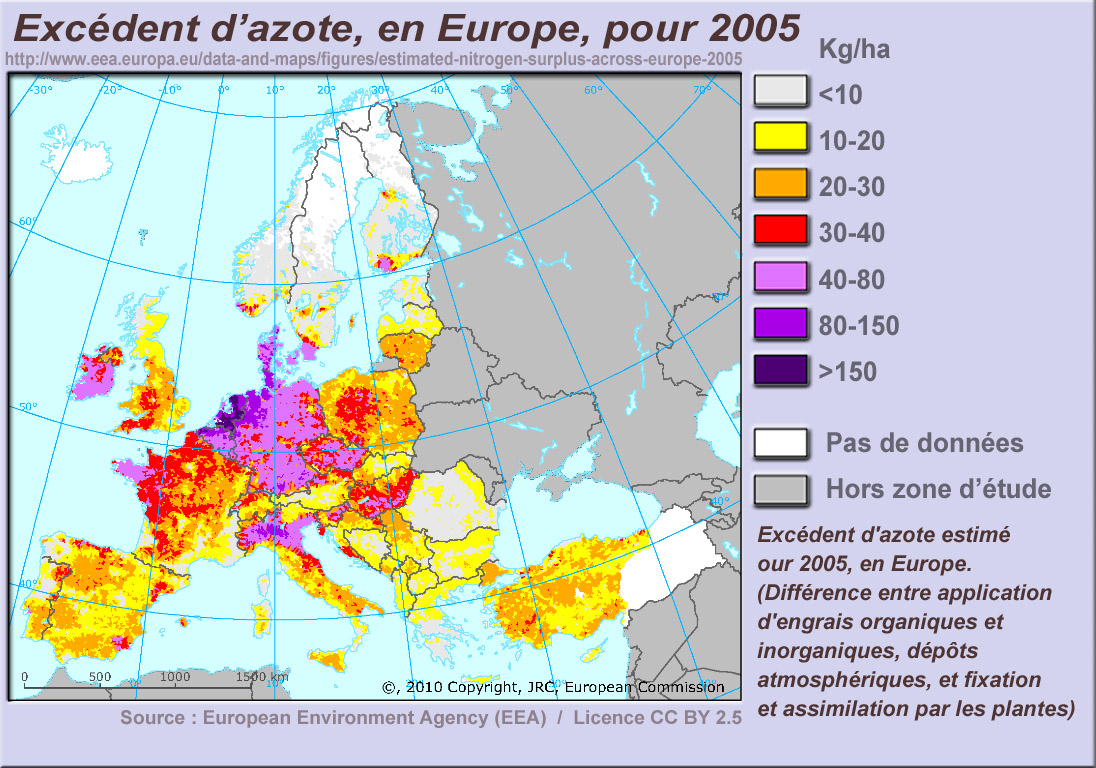
Carte des excédents d'azote relevés dans les sols agricoles en Europe (année 2005)

Les engrais présentent un risque de pollution de l'eau potable. Par ailleurs, ils contribuent à l'eutrophisation des eaux, lorsque les engrais, organiques ou minéraux, répandus en trop grande quantité par rapport aux besoins des plantes et à la capacité de rétention des sols, qui dépend notamment de sa texture, sont entraînés vers la nappe phréatique par infiltration, ou vers les cours d'eau par ruissellement.
Les engrais contribuent par ailleurs de façon importante au réchauffement climatique, en raison des fortes émissions, après épandage, d'oxydes d'azote, notamment le protoxyde d'azote (N2O), un gaz à effet de serre présentant un fort potentiel de réchauffement global et une durée de résidence relativement longue : le potentiel du protoxyde d'azote est 298 fois supérieur à celui du CO2 à 100 ans, et reste 153 fois supérieur à un horizon de 500 ans,.
Plus généralement, les conséquences de l'utilisation des engrais qui peuvent comporter des risques ou qui font l'objet de critiques sont les suivantes :
- effets défavorables sur la qualité des sols, leur fertilité, leur structure, l'humus et l'activité biologique ;
- effets favorisant l'érosion ;
- effets d'eutrophisation des eaux douces et marines liés au cycle de l'azote et de pollution diffuse induite par la toxicité des nitrates dans l'eau potable ou pour certaines espèces, et par leur caractère eutrophisant et favorisant la turbidité de l'eau ;
- effets d'eutrophisation des eaux douces et marines liés au cycle du phosphore (eutrophisation voire dystrophisation) ;
- effets liés à la dégradation des engrais inutilisés, qui émettent des gaz à effet de serre, oxydes d’azote (protoxyde d'azote N2O, et peroxyde d'azote N2O4), dans l’atmosphère[17] ;
- effets liés à la présence d'éléments-traces métalliques toxiques : cadmium, arsenic, fluor, présents dans les engrais minéraux et dans les lisiers de porc ; les sols agricoles européens présentent une teneur en cadmium préoccupante liée notamment aux apports d'engrais phosphatés[18] ;
- effets liés à la présence d'éléments radioactifs (significativement présents dans les phosphates) ;
- effets favorisant les parasites des cultures ;
- effets sur la qualité des produits ;
- pollution émise lors de la production des engrais chimiques et certains engrais organiques ;
- utilisation d'énergie non renouvelable pour la production, le transport et l'épandage ;
- épuisement des ressources minérales.

## Consommation mondiale
Entre 1972 et 1992, l'utilisation mondiale d'engrais est passée de 73,8 à 132,7 millions de tonnes. Au Canada, l'utilisation des engrais est passée de près d'un million de tonnes en 1960 à environ quatre millions de tonnes en 1985, tandis que le pourcentage des terres ayant reçu des engrais est passé de 16 % en 1970 à 50 % en 1985.
La consommation mondiale d'éléments fertilisants s'est élevée à 179,4 millions de tonnes en 2007 : 61,6 % d'azote, 23,1 % de phosphates, et 15,3 % de potasses. En 2007, les principaux pays consommateurs sont les suivants :
| Pays       | Millions de tonnes |
| ---------- | ------------------ |
| Chine      | 96,6               |
| États-Unis | 29,2               |
| Inde       | 22,6               |
| Brésil     | 11,3               |
| Canada     | 4,7                |
| France     | 3,8                |
| Indonésie  | 3,7                |
| Pakistan   | 3,6                |
| Viêt Nam   | 2,7                |
| Pologne    | 2,7                |
| Allemagne  | 2,3                |
| Turquie    | 2,2                |
| Espagne    | 2,0                |
| Australie  | 1,8                |
| Argentine  | 1,8                |
| Thaïlande  | 1,8                |
| Russie     | 1,7                |
| Mexique    | 1,6                |
| Égypte     | 1,6                |
| Liban      | 1,0                |

En 2024, le Maroc s’est affirmé comme le principal importateur africain d’ammoniac anhydre, avec un volume de 3 millions de tonnes, représentant 93 % des importations totales du continent, selon une analyse du cabinet IndexBox. La valeur de ces importations s’élève à environ deux milliards de dollars, soit 91 % de la facture africaine globale, plaçant le Royaume loin devant la Tunisie (105 000 tonnes) et l’Afrique du Sud (54 000 tonnes). Depuis 2013, les importations marocaines d’ammoniac ont connu une croissance annuelle moyenne en valeur de 17,2 %, une évolution qui témoigne du développement soutenu du secteur agro-industriel national, étroitement lié aux activités du groupe OCP, acteur clé de l’industrie des engrais.

## Coûts des pollutions diffuses par les engrais
À titre d'exemple, selon le Centre d'analyse stratégique (CAS) et le Commissariat général au développement durable (CGDD), la France a reçu deux mises en demeure de la Commission européenne, pour non-respect de la « directive nitrates », restées sans effets suffisants. La Commission a ensuite traduit, en février 2012, la France devant la Cour de justice de l'Union européenne (CJUE) pour n'avoir pas pris les « mesures efficaces ». Le CGDD a estimé au vu des chiffres disponibles que le coût des pollutions agricoles (engrais et produits phytosanitaires) (sans compter les condamnations financières de la CJUE), s'élèverait vers 2012 à une fourchette comprise entre 1,113 et 2,395 millions d'euros par an.
En 2019, une étude de l’université Cornell et de l'Environmental Defense Fund indique que les émissions de méthane par les usines d’engrais aux États-Unis sont cent fois supérieures aux chiffres déclarés par les industriels.

## Coûts, dangers et risques d'accidents liés à la fabrication et aux stocks d'ammonitrates
Outre leur toxicité environnementale, certains engrais présentent des risques d'explosion. Des produits entrant dans la composition d'engrais, notamment le nitrate d'ammonium, sont à l'origine de l'explosion du cargo Ocean Liberty à Brest en 1947, qui a fait 26 morts et 1 000 blessés graves, de l'explosion de l'usine AZF de Toulouse en France en 2001 (31 morts et 2 500 blessés), de celle de la West Fertilizer Company au Texas en 2013 (15 morts et 200 blessés) (ammoniac anhydre), ou de la double explosion au port de Beyrouth de 2020 (plus de 150 morts et 6 000 blessés).
Les chimistes cherchent à limiter l'explosivité des engrais contenant des nitrates par une dilution du nitrate d'ammonium (AN) avec des molécules chimiquement plus inertes ou en y incorporant de faibles quantités de matériau augmentant la zone de réaction chimique (méthode dite de « désensibilisation » du nitrate d'ammonium). Les additifs doivent cependant ne pas être trop toxiques ni écotoxiques pour rester compatibles avec l'usage agricole de ces engrais.

## Engrais et fiscalité
Dans certains pays, des taxes et écotaxes visent à encourager la limitation des engrais chimiques et peuvent contribuer à réparer les dégâts environnementaux qu'ils induisent parfois.
En France, pour lutter contre les pollutions diffuses, le Centre d'analyse stratégique a proposé que soient étudiées les conditions d'une augmentation de la TVA sur les engrais azotés et souhaite qu'ils soient intégrés dans le groupe des substances assujetties à la redevance sur les pollutions diffuses « tout en prévoyant des compensations adéquates pour les agriculteurs » qui limiteront ces pollutions diffuses (via les mesures agroenvironnementales par exemple),.